# Cesare Bonizzi
Cesare Bonizzi, également connu sous les pseudonymes de Frate Bonizzi et Frate Cesare (respectivement « Frère Bonizzi » et « Frère Cesare » en français), né le 15 mars 1946 à Offanengo (Province de Crémone) et mort le 19 novembre 2024, est un prêtre catholique italien, moine de l'ordre des Frères mineurs capucins à Milan. Il est aussi le chanteur du groupe de heavy metal Fratello Metallo.

## Biographie
Cesare Bonizzi travaille à partir de 18 ans comme ouvrier, puis comme agent commercial, jusqu'à ce qu'il découvre sa vocation de moine en 1975, à l'âge de 29 ans, lorsqu'il rejoint la vie monastique au couvent capucin de Musocco. Peu après, il se rend en Côte d'Ivoire en tant que missionnaire. De retour en Italie en 1983, il est ordonné prêtre. Il exerce son sacerdoce parmi les conducteurs de tramway de Milan où il découvre sa vocation musicale et compose ses premières chansons, comme La danza del tram, dédiée à ce milieu professionnel.
À partir de 1990, il réalise une quinzaine d'albums auto-édités sous le pseudonyme de Frate Bonizzi, passant du new age, au folk et au rock. Les titres de sa discographie retracent alors sa mission pastorale et les thèmes principaux de ses œuvres vont de la famille à l'amour en passant par le risque de la drogue.
En 2002, il chante sur un album de hard rock chrétien intitulé Droghe avec le groupe Metalluminium. Il change le nom du groupe en Fratello Metallo (« Frère Métal » en italien). En 2008, le groupe publie l'album de heavy metal Misteri. Lorsqu'il chante sur scène, il est vêtu de sa robe traditionnelle de capucin et donne l'impression de « faire les cornes » avec sa main, symbole traditionnel du métal, mais allonge aussi son pouce pour en faire le symbole de l'amour en langage des signes,.
Fratello Metallo a participé à trois reprises au festival « Gods of Metal », le plus grand festival de métal d'Italie, en 2005, 2006 et 2008.
Ses concerts sont tout autant dédiés au diable afin de l'envoyer en enfer et qu'« à ceux qui peinent pour rien : des personnes qui ne savent pas comment accueillir la vie ; qui cherchent l'incroyable, sans vivre la réalité. Des hommes et des femmes qui courent après le magique, l'ésotérique, le virtuel, l'improbable. Oublier d'apprécier et de se réjouir des choses réelles. ».
Il arrête ses concerts de métal en 2009, car il refuse la confusion entre le métal et le rock satanique. Depuis, il chante dans les rues, en transportant une brouette de musique sacro-sainte, c'est-à-dire des enceintes, un amplificateur et un micro dans une brouette.
Il vivait à Salò au couvent des Capucins de Barbarano.  Il meurt le 19 novembre 2024.

## Inspirations musicales
Après avoir vu Metallica en concert, Cesare Bonizzi se sent attiré par le métal, grâce à l'énergie que ce genre musical dégage. Megadeth et Metallica sont ses inspirations musicales principales. Il aborde tant les thèmes de la drogue et du sexe que de Dieu et la Foi. Il dit avoir inventé le « metrock », style musical de Fratello Metallo, qui allie metal et christianisme.

## Discographie

### Albums principaux
Les albums cités plus bas sont signés Frate Cesare ou Fratello Metallo, selon qu'il s'agit d'albums de musique chrétienne ou de heavy metal. Cette discographie complète provient du site officiel de l'artiste.

### Albums divers
- Primi Passi
- Straordinariamente Ovvio
- Maria eD'"IO"